# يان سلون
يان سلون (بالإنجليزية: Ian Sloan)‏ هو رياضياتي أسترالي، ولد في 17 يونيو 1938 في ملبورن في أستراليا.